# Sergio Catalán (arriero chileno)
Pablo Sergio Catalán Martínez (Isla de los Briones, 3 de marzo de 1928-San Fernando, 11 de febrero de 2020) fue un arriero chileno y la primera persona con la que contactaron Roberto Canessa y Fernando Parrado, el 21 de diciembre de 1972, supervivientes del accidente  sufrido el 13 de octubre de 1972 por el Fairchild Hiller FH-227, vuelo 571 de la Fuerza Aérea Uruguaya que cubría la ruta entre Montevideo (Uruguay) y Santiago (Chile).

## Biografía
Nacido en Isla de los Briones, una población próxima a la ciudad de San Fernando, el 3 de marzo de 1928, hijo de Francisco Ignacio Catalán Bustamante y María de la Cruz Martínez Duque. Su padre era originario de El Quillay, comuna de Paredones, estudió en la escuela de Tres Puentes en la localidad de Tinguiririca y también en la escuela de Isla de los Briones.
Desde temprana edad se dedicó a las labores de campo, en 1938 su padre arrendó la cordillera de La Duartina, en el cajón del río Tinguiririca para realizar pastoreo de ganado, tras lo cual se dedica definitivamente al oficio de arriero.
Se casó en su ciudad natal el 29 de abril de 1955 con Virginia Honoria Toro Aros, con quien tuvo nueve hijos. Residió junto con su familia en el sector de Aguas Claras en la localidad de Roma. Dedicó su vida a la cría y pastoreo de ovejas, arriero como su padre Francisco Ignacio y su abuelo José Santos Catalán.

### Encuentro con Canessa y Parrado

Zona del accidente. La línea verde punteada es la ruta de descenso de los supervivientes. Ambos caminaron unos 60 km durante diez días

El 21 de diciembre de 1972, mientras pastoreaba su ganado en el sector de Los Maitenes en las proximidades del río Azufre, un afluente del río Tinguiririca, junto con dos de sus hijos, uno de ellos Juan de la Cruz, vio que alguien llamaba su atención desde la otra orilla. Eran Fernando Parrado y Roberto Canessa.
Ante la imposibilidad de comunicarse, pese a los gritos y debido al ruido provocado por la corriente, decidió lanzar, a sus interlocutores, una libreta y un lapicero que llevaba consigo. Ellos se la devolvieron con el siguiente mensaje:

Vengo de un avión que cayó en las montañas. Soy uruguayo. Hace diez días que estamos caminando. Tengo un amigo herido arriba. En el avión quedan 14 personas heridas. Tenemos que salir rápido de aquí y no sabemos cómo. No tenemos comida. Estamos débiles. ¿Cuándo nos van a buscar arriba? Por favor, no podemos ni caminar. ¿Dónde estamos?

En respuesta, y ante el aspecto que presentaban, les lanzó cuatro panes y un mensaje tranquilizador y esperanzador. Durante diez horas, cabalgó los 80 km que lo separaban de Puente Negro, donde había un retén de Carabineros. Una vez allí, explicó lo sucedido y transmitieron la noticia a Santiago, donde no le dieron crédito y dijeron que, seguramente, el arriero estaría borracho.
Ante su insistencia, y viendo la carta de Parrado que llevaba consigo, los carabineros le hicieron caso y pusieron en marcha el operativo que daría fin al triste episodio, que había durado 72 días, con el rescate de los 16 supervivientes.

### Después del rescate
Los rescatados (en su mayoría, componentes del equipo uruguayo de rugby Old Christians Club que se dirigían a Santiago para jugar un partido) crearon un sólido vínculo con Sergio y sus hijos hasta el punto de llamarles «papá Sergio» y «hermanos».
En julio de 2007, debido a una artrosis en la cadera derecha que ya sufría desde hacía tiempo, Sergio tenía dificultad para andar y no podía montar a caballo. Necesitaba operarse para implantarle una prótesis y fueron sus «hijos uruguayos» quienes, con su contribución, financiaron el coste de cinco millones de pesos de la operación, más un millón que costaba la prótesis. La operación se llevó a cabo con éxito en la Clínica Santa María, en la capital chilena, por el doctor Felipe Jugo del Centro Médico MEDS. También le ofrecieron su ayuda en 2012, cuando hubo de ser operado otra vez.
En San Fernando el 11 de febrero de 2020, falleció a la edad de 91 años a causa del síndrome de dificultad respiratoria del adulto y sus restos reposan en el cementerio Parque San Fernando. A su funeral asistió Gustavo Zerbino, uno de los supervivientes de «la tragedia de los Andes».

## Homenajes y reconocimientos
- En 2008 fue nombrado hijo ilustre de la comuna de San Fernando.[11]
- En octubre de 2013 se inauguró en Montevideo el Museo Andes 1972, en él se encuentra una sala llamada «El Arriero», en su honor.[12]
- En dicha sala el 15 de agosto de 2016, se le realizó un homenaje, con asistencia del propio arriero, durante el cual se descubrió un monumento que le representa.
- El día 5 de junio de 2024, se aprueba en la comisión de cultura, artes y comunicaciones de la Cámara de Diputadas y Diputados de Chile la instauración del «Día del Arriero» cada 11 de febrero, en conmemoración del aniversario luctuoso de Sergio Catalán.[13][14]

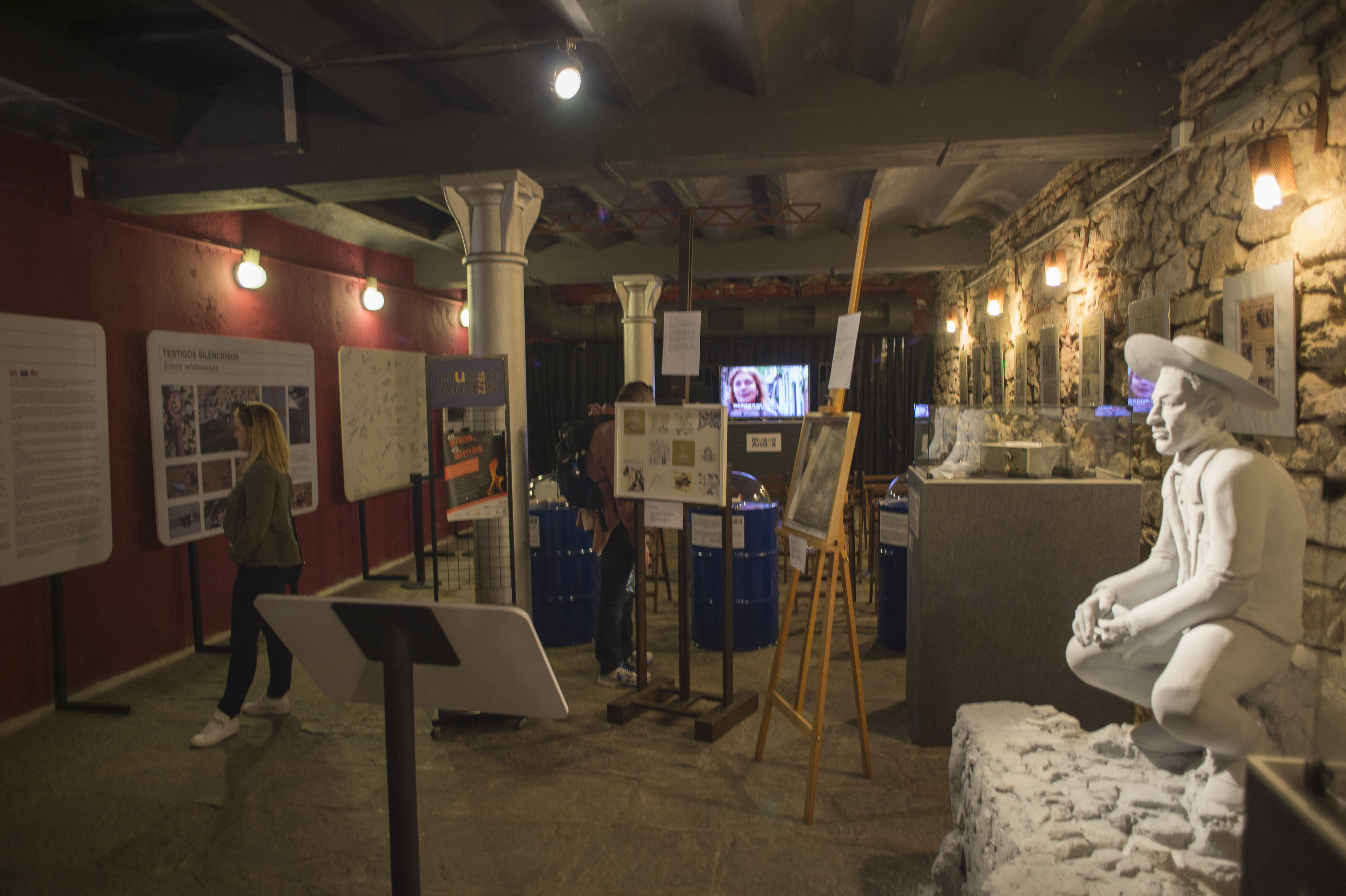
El Museo dedicado al accidente y a los sobrevivientes en Ciudad Vieja, Montevideo (Uruguay)
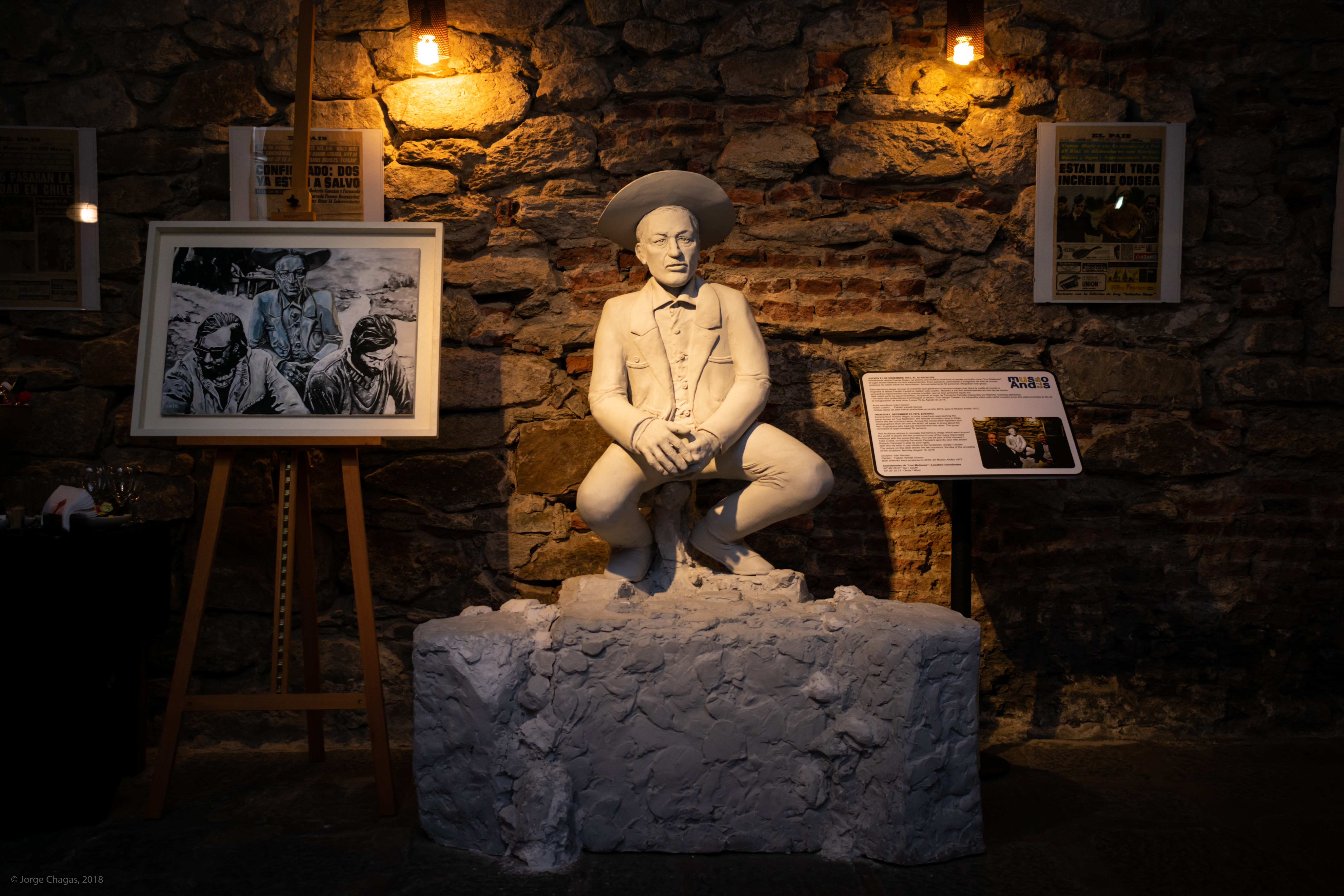
Escultura hecha por Iván Hansen que representa al arriero Sergio Catalán